# Lippoldswilen
Lippoldswilen ist eine ehemalige Ortsgemeinde und eine Ortschaft der Gemeinde Kemmental des Bezirks Kreuzlingen des Kantons Thurgau in der Schweiz.
Das bis 1995 zur Munizipalgemeinde Alterswilen gehörende Dorf liegt im Kemmental abseits der Durchgangsrouten und umfasst Lippoldswilen, Unterstöcken und sechs weitere Höfe. Am 1. Januar 1996 fusionierte die ehemalige Ortsgemeinde zur Gemeinde Kemmental.

## Geschichte
Lippoldswilen wurde 1303 erstmals erwähnt als Lupoltwile. Die Burgstelle Zapfenloh bzw. Scheidbach  ist urkundlich nicht erwähnt.
Als Lehen des Bischofs von Konstanz kam die Vogtei über das Dorf 1308 von Ulrich von Klingenberg an die Konstanzer Johannes und Ulrich Pfefferhard. Nach der Eroberung des Thurgaus durch die Eidgenossen 1460 unterstand Lippoldswilen als sogenanntes Hohes Gericht der hohen wie der niederen Gerichtsbarkeit des eidgenössischen Landvogts in Frauenfeld. Unterstöcken und Krachenburg gehörten zum Raitigericht.

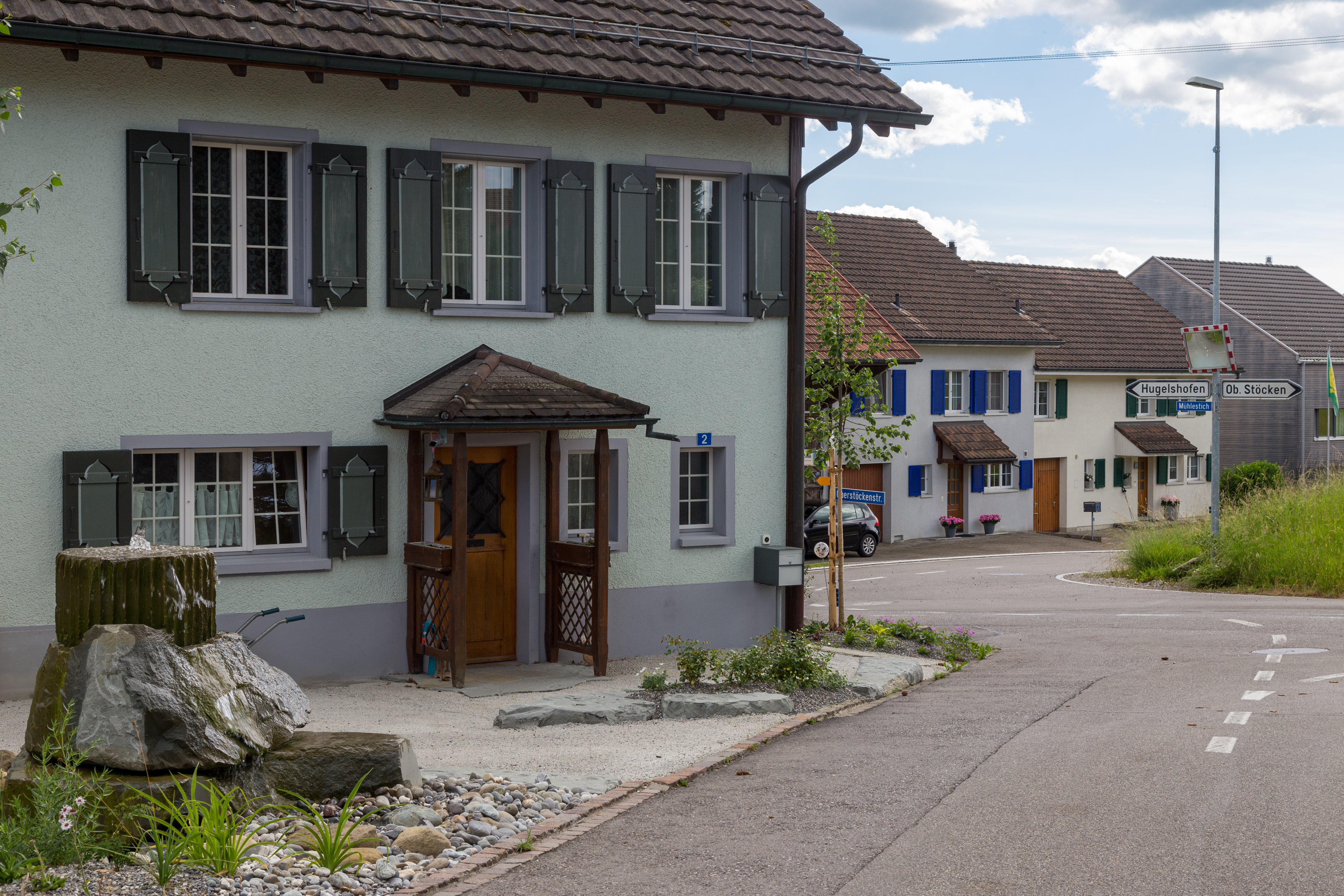
In Lippoldswilen

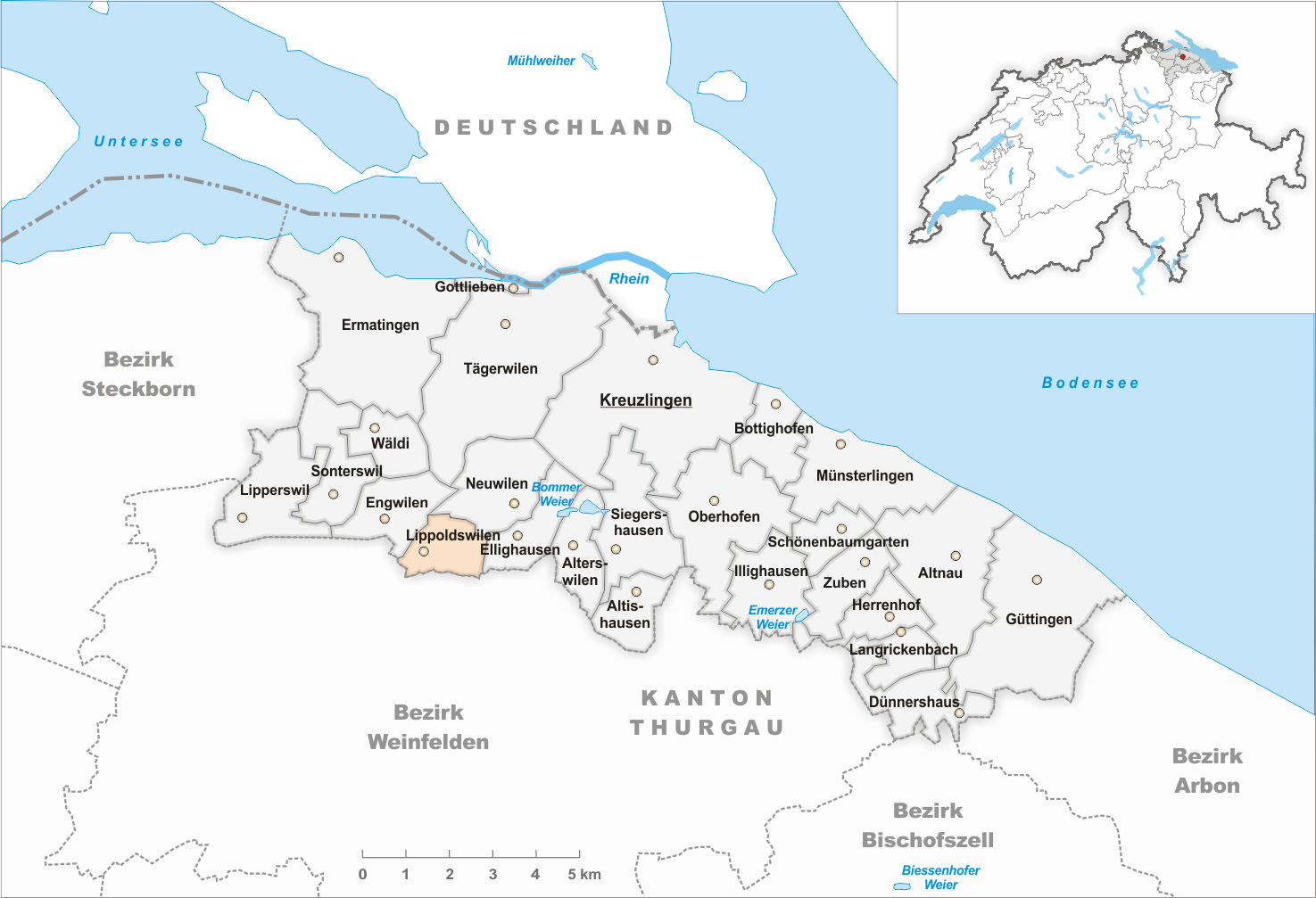
Gemeindestand vor der Fusion im Jahr 1996

Lippoldswilen war stets nach Alterswilen pfarrgenössig. Nach der Reformation 1529 gingen die wenigen Katholiken nach Bernrain zur Kirche, seit 1831 gehören sie zur katholischen Pfarrei Emmishofen.
Von 1847 bis 1852 stand Lippoldswilen unter Staatsadministration. Der Lippoldswiler Schulstreit 1862/63, eine Machtprobe zwischen der Kantonsregierung mit Philipp Gottlieb Labhardt und dem von Eduard Häberlin präsidierten Erziehungsrat, war Vorbote der demokratischen Bewegung im Kanton Thurgau.
Vom Kornbau in drei Zelgen ging Lippoldswilen im 19. Jahrhundert zur Vieh- und Milchwirtschaft über. 1934 wurde eine Käserei eröffnet. Von 1870 bis 1910 lebten in Lippoldswilen zahlreiche Handsticker. 1967 bis 1987 erfolgte die Güterzusammenlegung.

## Bevölkerung
| Jahr         | 1850  | 1900  | 1950  | 1990  | 2000  | 2010  | 2018     | 2023     |
| Ortsgemeinde | 153   | 154   | 138   | 97    |       |       |          |          |
| Ortschaft    |       |       |       |       | 48    | 86    | 170 Anm. | 176 Anm. |
| Quelle       | [ 3 ] | [ 3 ] | [ 3 ] | [ 3 ] | [ 4 ] | [ 5 ] | [ 2 ]    | [ 6 ]    |

Von den insgesamt 176 Einwohnern der Ortschaft Lippoldswilen am 31. Dezember 2023 waren 43 bzw. 24,4 % ausländische Staatsbürger. 87 (49,4 %) waren evangelisch-reformiert und 34 (19,3 %) römisch-katholisch.